# 2014年の日本公開映画
- 映画 > 映画の一覧 > 年度別日本公開映画 > 2014年の日本公開映画
- 映画 > 2014年の映画 > 2014年の日本公開映画

2014年の日本公開映画（2014ねんのにほんこうかいえいが）では、2014年（平成26年）1月1日から同年12月31日までに日本で商業公開された映画の一覧を記載。作品名の右の丸括弧内は製作国を示す。

## 作品一覧

### 1月
- 3日
  - フォスター卿の建築術（ イギリス）
- 4日
  - ネイビーシールズ:チーム6（ アメリカ合衆国）
  - マイヤーリング（ アメリカ合衆国）
- 10日
  - インシディアス 第2章（ アメリカ合衆国）
  - Wake Up, Girls! 七人のアイドル（ 日本）
  - オッド・トーマス 死神と奇妙な救世主（ アメリカ合衆国）
  - 危険な関係（ 中国・ 韓国）
  - 大脱出（ アメリカ合衆国）
- 11日
  - アイドル・イズ・デッド ノンちゃんのプロパガンダ大戦争（ 日本）
  - おー!まい!ごっど!神様からの贈り物（ 日本）
  - キリングゲーム（ アメリカ合衆国）
  - グォさんの仮装大賞（ 中国）
  - さよなら、アドルフ（ オーストラリア・ ドイツ・ イギリス）
  - ジ・エレクション 仁義なき黒社会（ 中国・ 香港）
  - ジャッジ!（ 日本）
  - Seventh Code（ 日本）
  - ソウルガールズ（ オーストラリア）
  - 大捜査の女（ 中国・ 香港）
  - 旅人は夢を奏でる（ フィンランド）
  - 鉄くず拾いの物語（ ボスニア・ヘルツェゴビナ・ フランス・ スロベニア）
  - ドラッグ・ウォー 毒戦（ 香港・ 中国）
  - トリック劇場版 ラストステージ（ 日本）
  - ファーザーズ・デイ/野獣のはらわた（ アメリカ合衆国・ カナダ）
  - ブラインド・フィアー（ アメリカ合衆国）
  - 山内惠介 THE 歌謡ムービー 昭和歌謡危機一髪!（ 日本）
- 17日
  - The Story of CNBLUE/NEVER STOP（ 日本）
- 18日
  - アンビリーバブル・トゥルース（ アメリカ合衆国）
  - エンダーのゲーム（ アメリカ合衆国）
  - 黒執事（ 日本）
  - ザ・ハリウッド（ アメリカ合衆国）
  - 獣電戦隊キョウリュウジャーVSゴーバスターズ 恐竜大決戦! さらば永遠の友よ（ 日本）
  - スティーラーズ（ アメリカ合衆国）
  - バイロケーション（ 日本）
  - 華魂（ 日本）
  - ビフォア・ミッドナイト（ アメリカ合衆国）
  - ほとりの朔子（ 日本・ アメリカ合衆国）
  - ポール・ヴァーホーヴェン/トリック（ オランダ）
  - MUD -マッド-（ アメリカ合衆国）
  - 御手洗薫の愛と死（ 日本）
- 24日
  - ゲノムハザード ある天才科学者の5日間（ 韓国・ 日本）
  - V/H/S ネクストレベル（ アメリカ合衆国）
- 25日
  - アイム・ソー・エキサイテッド!（ スペイン）
  - エレニの帰郷（ ギリシャ・ ドイツ・ カナダ・ ロシア）
  - オンリー・ゴッド（ デンマーク・ フランス）
  - 神奈川芸術大学映像学科研究室（ 日本）
  - THE IDOLM@STER MOVIE 輝きの向こう側へ!（ 日本）
  - 小さいおうち（ 日本）
  - 父は家元（ 日本）
  - 同窓生（ 韓国）
  - 7番房の奇跡（ 韓国）
  - なんちゃって家族（ アメリカ合衆国）
  - ヌイグルマーZ（ 日本）
  - 花火思想（ 日本）
  - ROOM237（ アメリカ合衆国）
- 31日
  - アメリカン・ハッスル（ アメリカ合衆国）
  - ウルフ・オブ・ウォールストリート（ アメリカ合衆国）
  - ザ・イースト（ アメリカ合衆国）
  - メイジーの瞳（ アメリカ合衆国）

### 2月
- 1日
  - マイティ・ソー/ダーク・ワールド（ アメリカ合衆国）
  - 僕は友達が少ない（ 日本）
  - KILLERS/キラーズ（ 日本・ インドネシア）
  - 抱きしめたい -真実の物語-（ 日本）
  - ミスティック・アイズ（ イギリス）
  - はじまりは5つ星ホテルから（ イタリア）
  - 新しき世界（ 韓国）
  - チェインド（ カナダ）
  - MIA ミア（ カナダ）
  - 項羽と劉邦 鴻門の会（ 中国）
- 7日
  - スノーピアサー（ 韓国・ アメリカ合衆国・ フランス）
  - ラッシュ/プライドと友情（ アメリカ合衆国・ ドイツ・ イギリス）
- 8日
  - 劇場版 TIGER & BUNNY -The Rising-（ 日本）
  - BUDDHA2 手塚治虫のブッダ―終わりなき旅―（ 日本）
  - 光にふれる（ 台湾・ 香港・ 中国）
  - 地球防衛未亡人（ 日本）
  - ニシノユキヒコの恋と冒険（ 日本）
  - セブンデイズ リポート（ 日本）
  - サバイバル・ソルジャー（ アメリカ合衆国）
- 14日
  - エヴァの告白（ アメリカ合衆国・ フランス）
- 15日
  - 土竜の唄 潜入捜査官REIJI（ 日本）
  - 祖谷物語 -おくのひと-（ 日本）
  - エージェント:ライアン（ アメリカ合衆国）
  - 大統領の執事の涙（ アメリカ合衆国）
  - ハロー!純一（ 日本）
  - 神さまがくれた娘（ インド）
  - 17歳（ フランス）
  - 家族の灯り（ ポルトガル・ フランス）
  - 渚のふたり（ 韓国）
  - ハリケーンアワー（ アメリカ合衆国）
  - リュウセイ（ 日本）
  - 劇場版テレクラキャノンボール2013（ 日本）[1]
  - ホームレス理事長〜退学球児再生計画〜（ 日本）
- 22日
  - ドストエフスキーと愛に生きる（ スイス・ ドイツ）
  - キック・アス/ジャスティス・フォーエバー（ イギリス）
  - パラダイス:愛（ オーストリア・ ドイツ・ フランス）
  - パラダイス:神（ オーストリア）
  - パラダイス:希望（ オーストリア）
  - 東京難民（ 日本）
  - 劇場版 仮面ティーチャー（ 日本）
  - ゲームセンターCX THE MOVIE 1986 マイティボンジャック（ 日本）
  - ジョバンニの島（ 日本）
  - ダラス・バイヤーズクラブ（ アメリカ合衆国）
  - 赤×ピンク（ 日本）
  - リーガル・マインド 裏切りの法廷（ アメリカ合衆国）
  - 早熟のアイオワ（ アメリカ合衆国）
  - モーレツ宇宙海賊 ABYSS OF HYPERSPACE -亜空の深淵-（ 日本）
  - 劇場版 トレインヒーロー（ 日本・ 中国）
  - 中島みゆき 雛まつり（ 日本）
  - バディファイトPresentsワールドプロレスリング3D第8弾 1.4東京ドーム 2014（ 日本）[2]
- 28日
  - ホビット 竜に奪われた王国（ アメリカ合衆国・ ニュージーランド）
  - ネブラスカ ふたつの心をつなぐ旅（ アメリカ合衆国）

### 3月
- 1日
  - 愛の渦（ 日本）
  - ありふれた事件（ ベルギー）
  - 家路（ 日本）
  - 怒れ!憤れ! -ステファン・エセルの遺言-（ フランス）
  - 北朝鮮強制収容所に生まれて（ ドイツ）
  - グロリアの青春（ スペイン・ チリ）
  - コーヒーをめぐる冒険（ ドイツ）
  - 最後の晩餐（ 中国・ 韓国）
  - 台風一家（ 日本）
  - 伝説のレーサーたち ―命をかけた戦い―（ アメリカ合衆国）
  - 猫侍（ 日本）
  - 僕がジョンと呼ばれるまで（ 日本・ アメリカ合衆国）
  - 魔女の宅急便（ 日本）
  - マチェーテ・キルズ（ アメリカ合衆国）
  - ラヴレース（ アメリカ合衆国）
- 7日
  - 銀の匙 Silver Spoon（ 日本）
  - それでも夜は明ける（ アメリカ合衆国）
- 8日
  - 偉大なる、しゅららぼん（ 日本）
  - 5つ数えれば君の夢（ 日本）
  - グランドピアノ 狙われた黒鍵（ スペイン・ アメリカ合衆国）
  - 劇場版 プリティーリズム・オールスターセレクション プリズムショー☆ベストテン（ 日本）
  - シネマパラダイス★ピョンヤン（ シンガポール）
  - ゼウスの法廷（ 日本）
  - ダリオ・アルジェントのドラキュラ（ イタリア・ フランス・ スペイン）
  - ドラえもん 新・のび太の大魔境 〜ペコと5人の探検隊〜（ 日本）
  - 劇場版 薄桜鬼 第二章 士魂蒼穹（ 日本）
  - パズル（ 日本）
  - マンガで世界を変えようとした男 ラルフ・ステッドマン（ アメリカ合衆国）
  - リディック: ギャラクシー・バトル（ アメリカ合衆国）
- 14日
  - アナと雪の女王（ アメリカ合衆国）
  - オール・イズ・ロスト 〜最後の手紙〜（ アメリカ合衆国）
  - 劇場版 しまじろうのわお! しまじろうとくじらのうた（ 日本）
  - ロボコップ（ アメリカ合衆国）
- 15日
  - あなたを抱きしめる日まで（ フランス・ イギリス）
  - 映画 プリキュアオールスターズNewStage3 永遠のともだち（ 日本）
  - エウロパ（ アメリカ合衆国）
  - ギャロウ・ウォーカー 煉獄の処刑人（ アメリカ合衆国）
  - GET ACTION!!（ 日本）
  - 劇場版 世界一初恋 〜横澤隆史の場合〜（ 日本）
  - ドン・ジョン（ アメリカ合衆国）
  - ランナウェイ・ブルース（ アメリカ合衆国）
- 19日
  - LIFE!（ アメリカ合衆国）
- 21日
  - ウォルト・ディズニーの約束（ アメリカ合衆国）
  - 神様のカルテ2（ 日本）
  - ドラゴン・コップス -微笑捜査線-（ 中国）
  - フルートベール駅で（ アメリカ合衆国）
  - LEGO(R) ムービー（ アメリカ合衆国）
  - ローン・サバイバー（ アメリカ合衆国）
  - ワン チャンス（ イギリス・ アメリカ合衆国）
- 22日
  - イヌミチ（ 日本）
  - オーバー・ザ・ブルースカイ（ ベルギー・ オランダ）
  - 曹操暗殺 三国志外伝（ 中国）
  - 友だちと歩こう（ 日本）
- 29日
  - 悪魔の起源 -ジン-（ アラブ首長国連邦）
  - ジャッカス/クソジジイのアメリカ横断チン道中（ アメリカ合衆国）
  - 白ゆき姫殺人事件（ 日本）
  - 聖者の午後（ ブラジル）
  - セインツ -約束の果て-（ アメリカ合衆国）
  - ダブリンの時計職人（ アイルランド・ フィンランド）
  - チスル（ 韓国）
  - チーム・バチスタFINAL ケルベロスの肖像（ 日本）
  - HUNGER/ハンガー（ イギリス・ アイルランド）
  - 平成ライダー対昭和ライダー 仮面ライダー大戦 feat.スーパー戦隊（ 日本）
  - 夢は牛のお医者さん（ 日本）

### 4月
- 1日
  - サンブンノイチ（ 日本）
- 4日
  - 大人ドロップ（ 日本）
  - おとなの恋には嘘がある（ アメリカ合衆国）
  - 鷹の爪7〜女王陛下のジョブーブ〜（ 日本）
  - リベンジ・マッチ（ アメリカ合衆国）
- 5日
  - アデル、ブルーは熱い色（ フランス）
  - 俺たちの明日（ 日本）
  - サイレント・ウォー（ 中国・ 香港）
  - サクラサク（ 日本）
  - 1/11 じゅういちぶんのいち（ 日本）
  - トップスター（ 韓国）
  - 共に歩く（ 日本）
  - ファイヤー・ブラスト 恋に落ちた消防士（ 韓国）
  - リアル人狼ゲーム 戦慄のクラッシュ・ルーム（ 日本）
  - 恋愛の温度（ 韓国）
  - ワレサ 連帯の男（ ポーランド）
- 11日
  - パラノーマル・アクティビティ/呪いの印（ アメリカ合衆国）
- 12日
  - アクト・オブ・キリング（ デンマーク・ インドネシア・ ノルウェー・ イギリス）
  - L・DK（ 日本）
  - クローズEXPLODE（ 日本）
  - 世界の果ての通学路（ フランス）
  - ネルソン・マンデラ釈放の真実（ 南アフリカ共和国）
  - BRIGHT AUDITION（ 日本）
  - ROUTE42（ 日本）
  - ワールズ・エンド 酔っぱらいが世界を救う!（ イギリス・ アメリカ合衆国・ 日本）
- 18日
  - 8月の家族たち（ アメリカ合衆国）
- 19日
  - ある過去の行方（ フランス・ イタリア）
  - キャプテン・アメリカ/ウィンター・ソルジャー（ アメリカ合衆国）
  - クレヨンしんちゃん ガチンコ!逆襲のロボとーちゃん（ 日本）
  - シャドウハンター（ アメリカ合衆国・ ドイツ・ カナダ）
  - 神聖ローマ、運命の日〜オスマン帝国の進撃〜（ イタリア・ ポーランド）
  - そこのみにて光輝く（ 日本）
  - チョコレートドーナツ（ アメリカ合衆国）
  - パンドラの約束（ アメリカ合衆国）
  - ファイ 悪魔に育てられた少年（ 韓国）
  - 名探偵コナン 異次元の狙撃手（ 日本）
  - レイルウェイ 運命の旅路（ オーストラリア・ イギリス）
- 25日
  - アメイジング・スパイダーマン2（ アメリカ合衆国）
- 26日
  - 相棒 -劇場版III- 巨大密室! 特命係 絶海の孤島へ（ 日本）
  - 上島ジェーン ビヨンド（ 日本）
  - さよならケーキとふしぎなランプ（ 日本）
  - 神宮希林 わたしの神様（ 日本）
  - そらのおとしものFinal 永遠の私の鳥籠（ 日本）
  - ダーク・ブラッド（ アメリカ合衆国・ イギリス・ オランダ）
  - たまこラブストーリー（ 日本）
  - テルマエ・ロマエII（ 日本）
  - ドキュメンタリー八甲田山（ イタリア・ 日本）
  - ナンバーテン・ブルース さらばサイゴン（ 日本）
  - バチカンで逢いましょう（ ドイツ）
  - はなればなれに（ 日本）
  - FLARE〜フレア〜（ 日本・ フランス）
- 28日
  - 南部のささやかな商売（ イタリア）

### 5月
- 1日
  - とらわれて夏（ アメリカ合衆国）
- 2日
  - ネイチャー（ イギリス）
- 3日
  - 朽ちた手押し車（ 日本）
  - 悪夢ちゃん The夢ovie（ 日本）
  - プリズナーズ（ アメリカ合衆国）
  - クジラのいた夏（ 日本）
  - シンプル・シモン（ スウェーデン）
  - スチューデント・オブ・ザ・イヤー 狙え!No.1!!（ インド）
  - 歌舞伎町はいすくーる（ 日本）
  - ゴール・オブ・ザ・デッド（ フランス）
  - 戦慄怪奇ファイル コワすぎ!史上最恐の劇場版（ 日本）
  - 影なきリベンジャー【極限探偵C+】（ 香港）
  - CRASS:ゼア・イズ・ノー・オーソリティ・バット・ユアセルフ（ オランダ）
- 9日
  - マドモアゼルC〜ファッションに愛されたミューズ〜（ フランス）
  - メイクルーム（ 日本）
- 10日
  - ブルージャスミン（ アメリカ合衆国）
  - 百瀬、こっちを向いて。（ 日本）
  - WOOD JOB！〜神去なあなあ日常〜（ 日本）
  - 肉（ アメリカ合衆国）
  - ヴィオレッタ（ フランス）
  - 結婚前夜〜マリッジブルー〜（ 韓国）
  - 俺たち賞金稼ぎ団（ 日本）
  - ライヴ（ 日本）
  - K2〜初登頂の真実〜（ イタリア）
  - シークレット・チルドレン（ アメリカ合衆国・ 日本）
  - 冷血のレクイエム【極限探偵B+】（ 香港）
- 16日
  - 闇金ウシジマくん Part2（ 日本）
  - ニューヨーク冬物語（ アメリカ合衆国）
  - FOOL COOL ROCK! ONE OK ROCK DOCUMENTARY FILM（ 日本）
- 17日
  - 野のなななのか（ 日本）
  - きかんしゃトーマス キング・オブ・ザ・レイルウェイ トーマスと失われた王冠（ イギリス）
  - BELLRING少女ハートの6次元ギャラクシー（ 日本）
  - 最近、妹のようすがちょっとおかしいんだが。（ 日本）
  - カンチョリ オカンがくれた明日（ 韓国）
  - 花と蛇 ZERO（ 日本）
  - 黒四角（ 日本）
  - 醒めながら見る夢（ 日本）
  - メタルカ-METALCA-（ 日本）
  - ネクスト・ゴール!世界最弱のサッカー代表チーム 0対31からの挑戦（ イギリス）
  - 惨殺のサイケデリア（ 香港）
  - MAMA（ カナダ・ スペイン）
  - ワイルド・ルーザー（ スペイン）
- 23日
  - 学校の怪談 呪いの言霊（ 日本）
- 24日
  - ぼくたちの家族（ 日本）
  - オー!ファーザー（ 日本）
  - 青天の霹靂（ 日本）
  - マンデラ 自由への長い道（ イギリス・ 南アフリカ共和国）
  - ディス/コネクト（ アメリカ合衆国）
  - キカイダー REBOOT（ 日本）
  - ミスターGO!（ 韓国）
  - ラスト・ベガス（ アメリカ合衆国）
  - サケボム（ アメリカ合衆国・ 日本）
  - コンスピレーター 謀略【極限探偵A＋】（ 香港）
  - カニバル（ スペイン・ ルーマニア・ ロシア・ フランス）
- 30日
  - インサイド・ルーウィン・デイヴィス 名もなき男の歌（ アメリカ合衆国）
  - MONSTERZ モンスターズ（ 日本）
  - X-MEN:フューチャー&パスト（ アメリカ合衆国）
  - 薔薇色のブー子（ 日本）
- 31日
  - 六月燈の三姉妹（ 日本）
  - 瀬戸内海賊物語（ 日本）
  - サッドティー（ 日本）
  - 罪の手ざわり（ 中国・ 日本）
  - 万能鑑定士Q -モナ・リザの瞳-（ 日本）
  - どうしても触れたくない（ 日本）
  - みつばちの大地（ ドイツ・ オーストリア・ スイス）
  - ザ・ベイ（ アメリカ合衆国）
  - 美しい絵の崩壊（ オーストラリア・ フランス）
  - ターニング・タイド 希望の海（ フランス）
  - 眠り姫 Dream On Dreamer（ 日本）
  - ミッション:15（ アメリカ合衆国）
  - 一分間だけ（ 台湾）
  - 美しいひと（ 日本）
  - インベーダー・ミッション（ スペイン）
  - デンジャラス・バディ（ アメリカ合衆国）
  - 愛の言葉（ 韓国）

### 6月
- 6日
  - ポリス・ストーリー/レジェンド（ 中国）
  - グランド・ブダペスト・ホテル（ アメリカ合衆国・ ドイツ）
- 7日
  - We are REDS!THE MOVIE 開幕までの7日間（ 日本）
  - トカレフ（ アメリカ合衆国）
  - PERSONA3 THE MOVIE #2 Midsummer Knight's Dream（ 日本）
  - ポンペイ（ アメリカ合衆国・ カナダ・ ドイツ）
  - ゴジラ 60周年記念デジタルリマスター版（ 日本）
  - 劇場版 東京伝説 恐怖の人間地獄（ 日本）
  - メモリー First Time（ 中国・ 香港）
  - 捨てがたき人々（ 日本）
  - 女子ーズ（ 日本）
  - いのちのコール〜ミセス インガを知っていますか〜（ 日本）
  - 吸血怪獣 チュパカブラ（ ブラジル）
  - ニード・フォー・スピード（ アメリカ合衆国）
  - PLAYGROUND BASKETBALL,NEW YORK CITY（ フランス・ アメリカ合衆国）
  - GF*BF（ 台湾）
  - 忍ジャニ参上! 未来への戦い（ 日本）
  - あの娘、早くババアになればいいのに（ 日本）
  - ハミングバード（ イギリス）
  - ポルトレ PORTRAIT（ 日本）
- 10日
  - デス・マングローヴ ゾンビ沼（ ブラジル）
- 13日
  - パリ・オペラ座へようこそ ライブビューイング シーズン2 2013〜2014/西部の娘
  - イナズマイレブン 超次元ドリームマッチ（ 日本）
  - ノア 約束の舟（ アメリカ合衆国）
- 14日
  - シー・オブ・ザ・デッド（ ブラジル）
  - ホドロフスキーのDUNE（ アメリカ合衆国）
  - 劇場版 東京伝説 歪んだ異形都市（ 日本）
  - SiM「10 YEARS - SPECIAL EDiTiON -」（ 日本）
  - 春を背負って（ 日本）
  - ハイキック・エンジェルス（ 日本）
  - オープン・グレイヴ 感染（ アメリカ合衆国）
  - 無花果の森（ 日本）
  - スイートプールサイド（ 日本）
  - 私の男（ 日本）
  - Oh!透明人間 インビジブルガール登場!?（ 日本）
  - 二度目の初恋!?が、やってきた（ 韓国）
  - わたしのハワイの歩きかた（ 日本）
  - 幸せのバランス（ イタリア・ フランス）
  - マリアの乳房（ 日本）
  - ザ・ホスト 美しき侵略者（ アメリカ合衆国）
- 20日
  - サード・パーソン（ イギリス・ アメリカ合衆国・ ドイツ・ ベルギー）
  - 300 〈スリーハンドレッド〉 〜帝国の進撃〜（ アメリカ合衆国）
- 21日
  - 石川文洋を旅する（ 日本）
  - 映画 うわこい2（ 日本）
  - 円卓 こっこ、ひと夏のイマジン（ 日本）
  - 浮城（ 香港）
  - 聖闘士星矢 Legend of Sanctuary（ 日本）
  - ラストミッション（ アメリカ合衆国）
  - 人生はマラソンだ!（ オランダ）
  - ニューヨーク・アニバーサリーライブ/シリーズ第2弾 ビリー・ジョエル《ライヴ・アット・シェイ・スタジアム -ザ・コンサート-（ アメリカ合衆国）
  - あいときぼうのまち（ 日本）
  - LUPIN THE IIIRD 次元大介の墓標（ 日本）
  - アンダーフェイス（ 日本）
  - インフェルノ 大火災脱出（ 香港）
  - 超高速!参勤交代（ 日本）
  - 父のこころ（ 日本）
  - NOTHING PARTS 71（ 日本）
  - 沈黙の処刑軍団（ アメリカ合衆国）
  - 中国・日本 わたしの国（ 日本）
  - デスマッチ（ 日本）
  - 逢いびき（ 日本）
  - 私の、息子（ ルーマニア）
- 22日
  - 劇場版 テレクラキャノンボール2013（ 日本）
- 27日
  - 渇き。（ 日本）
- 28日
  - トランセンデンス（ イギリス・ 中国・ アメリカ合衆国）
  - オールド・ボーイ（ アメリカ合衆国）
  - 奴隷区 僕と23人の奴隷（ 日本）
  - ビヨンド・ザ・エッジ 歴史を変えたエベレスト初登頂（ ニュージーランド）
  - ガキ☆ロック（ 日本）
  - 杉沢村伝説 劇場版（ 日本）
  - 女の穴（ 日本）
  - 青の光線（ 日本）
  - マダム・イン・ニューヨーク（ インド）
  - 太陽からプランチャ（ 日本）
  - 花の億土へ（ 日本）
  - 収容病棟（ 香港・ フランス・ 日本）
  - her/世界でひとつの彼女（ アメリカ合衆国）
  - 昭和極道怪異聞ジンガイラ/仁我狗螺（ 日本）
  - パークランド ケネディ暗殺、真実の4日間（ アメリカ合衆国）
  - 観相師-かんそうし-（ 韓国）
  - キアヌ・リーブス ファイティング・タイガー（ アメリカ合衆国）
  - 攻殻機動隊 ARISE border:3 Ghost Tears（ 日本）
  - ノ・ゾ・キ・ア・ナ（ 日本）
  - 呪怨 -終わりの始まり-（ 日本）

### 7月
- 4日
  - オール・ユー・ニード・イズ・キル（ アメリカ合衆国・ イギリス）
  - DOCUMENTARY of AKB48 The time has come 少女たちは、今、その背中に何を想う?（ 日本）
- 5日
  - それいけ!アンパンマン りんごぼうやとみんなの願い（ 日本）
  - 本当にあった投稿闇映像 劇場版2（ 日本）
  - エクソシスト・キルズ（ アメリカ合衆国）
  - ハーダー・ゼイ・カム（英語版）（ ジャマイカ）
  - 革命の子どもたち（ イギリス）
  - MOOSIC LAB 2014/あんこまん（ 日本）
  - ニューヨーク・アニバーサリーライブ/シリーズ第3弾 サイモン&ガーファンクル《セントラルパーク・コンサート》（ アメリカ合衆国）
  - ガールズ&パンツァー これが本当のアンツィオ戦です!（ 日本）
  - ポケットの中の握り拳（ イタリア）
  - マレフィセント（ アメリカ合衆国）
  - 放送デキナイ禁断霊映像 劇場版（ 日本）
  - アイアンクラッド ブラッドウォー（ イギリス）
  - 消えた画 クメール・ルージュの真実（ カンボジア・ フランス）
  - DANCHI NO YUME（ アメリカ合衆国）
  - シネマ歌舞伎 天守物語（ 日本）
  - 坑道の記憶 〜炭坑絵師・山本作兵衛〜（ 日本）
  - マウント・ナビ（ 日本）
  - ザ・バッグマン 闇を運ぶ男（ アメリカ合衆国）
  - 青鬼（ 日本）
  - ブラインド（ 韓国）
- 11日
  - 怪しい彼女（ 韓国）
  - ジゴロ・イン・ニューヨーク（ アメリカ合衆国）
  - ダイバージェント（ アメリカ合衆国）
  - パガニーニ 愛と狂気のヴァイオリニスト（ ドイツ）
- 12日
  - リアリティのダンス（ チリ・ フランス）
  - シネマ歌舞伎/歌舞伎クラシック 船弁慶（ 日本）
  - シネマ歌舞伎/歌舞伎クラシック 身替座禅（ 日本）
  - マイ・リトル・ヒーロー（ 韓国）
  - ニューヨーク・アニバーサリーライブ/シリーズ第4弾 ボン・ジョヴィ《インサイド・アウト》（ アメリカ合衆国）
  - 好きっていいなよ。（ 日本）
  - きゃりーぱみゅぱみゅシネマJOHN!（ 日本）
  - シネマ歌舞伎/歌舞伎クラシック 勧進帳（ 日本）
  - 黄金のメロディ〜マッスル・ショールズ〜（ アメリカ合衆国）
  - ナニワ銭道（ 日本）
  - 真夜中きみはキバをむく（ 日本）
  - gift（ 日本）
  - 南風（ 日本・ 台湾）
  - THE NEXT GENERATION パトレイバー/第3章（ 日本）
  - 劇場版K MISSING KINGS（ 日本）
  - 太秦ライムライト（ 日本）
  - 大いなる沈黙へ グランド・シャルトルーズ修道院（ フランス・ スイス・ ドイツ）
- 18日
  - 複製された男（ カナダ・ スペイン）
  - パリ・オペラ座へようこそ ライブビューイング シーズン2 2013〜2014/白鳥の湖（ 日本）
- 19日
  - かくて女神は笑いき（ 日本）
  - ポケモン・ザ・ムービーXY 破壊の繭とディアンシー（ 日本）
  - 女体銃 ガン・ウーマン（ 日本）
  - ほんとうのうた〜朗読劇「銀河鉄道の夜」を追って〜（ 日本）
  - ダニエル・シュミット 思考する猫（ スイス）
  - エスケイプ・フロム・トゥモロー（ アメリカ合衆国）
  - 牢獄処刑人（ フィリピン）
  - レッド・スカイ（ アメリカ合衆国）
  - なまいきチョルベンと水夫さん（ スウェーデン）
  - 烈車戦隊トッキュウジャー THE MOVIE ギャラクシーラインSOS（ 日本）
  - 僕はもうすぐ十一歳になる。（ 日本）
  - プレーンズ2/ファイアー&レスキュー（ アメリカ合衆国）
  - 劇場版 仮面ライダー鎧武 サッカー大決戦!黄金の果実争奪杯!（ 日本）
  - マイ・ブラザー 哀しみの銃弾（ フランス・ アメリカ合衆国）
  - 靖国・地霊・天皇（ 日本）
  - 思い出のマーニー（ 日本）
  - 竜宮、暁のきみ（ 日本）
  - 毎日がアルツハイマー2 〜関口監督、イギリスへ行く編〜（ 日本）
  - ちょっとかわいいアイアンメイデン（ 日本）
  - ママはレスリング・クイーン（ フランス）
  - ピカチュウ、これなんのカギ?（ 日本）
- 25日
  - GODZILLA ゴジラ（ アメリカ合衆国）
  - NMB48 げいにん!THE MOVIE リターンズ 卒業!お笑い青春ガールズ!!新たなる旅立ち（ 日本）
- 26日
  - 2つ目の窓（ 日本）
  - エイトレンジャー2（ 日本）
  - 幕末高校生（ 日本）
  - VHSテープを巻き戻せ!（ アメリカ合衆国）
  - ヴァンパイア・アカデミー（ アメリカ合衆国）
  - 吠えても届かない（ 日本）
  - あなたがいてこそ（ インド）
  - ダバング 大胆不敵（ インド）
  - Z〜ゼット〜 果てなき希望（ 日本）
  - つぐない 新宿ゴールデン街の女（ 日本）
  - 新・極道の紋章（ 日本）
  - こっぱみじん（ 日本）

### 8月
- 1日
  - るろうに剣心 京都大火編（ 日本）
  - サンシャイン/歌声が響く街（ イギリス）
  - 友よ、さらばと言おう（ フランス）
- 2日
  - イーダ（ ポーランド）
  - ドライブイン蒲生（ 日本）
  - シェリー（ 日本）
  - ライズ・オブ・シードラゴン 謎の鉄の爪（ 中国・ 香港）
  - この世の果て（ 韓国）
  - 放課後ロスト（ 日本）
  - ぼくを探しに（ フランス）
- 8日
  - トランスフォーマー/ロストエイジ（ アメリカ合衆国）
  - STAND BY ME ドラえもん（ 日本）
- 9日
  - 宇宙兄弟＃0（ナンバー・ゼロ）（ 日本）
  - ソウォン/願い（ 韓国）
  - バトルフロント（ アメリカ合衆国）
  - めぐり逢わせのお弁当（ インド・ フランス・ ドイツ）
  - ジプシー・フラメンコ（ スペイン）
  - バードシャー テルグの皇帝（ インド）
  - Mr.パーフェクト（ 韓国）
  - 朝鮮美女三銃士（ 韓国）
- 16日
  - FORMA-フォルマ-（ 日本）
  - ホットロード（ 日本）
  - ローマ環状線、めぐりゆく人生たち（ イタリア・ フランス）
  - クィーン・オブ・ベルサイユ 大富豪の華麗なる転落（ アメリカ合衆国・ オランダ・ イギリス・ デンマーク）
  - ヘウォンの恋愛日記（ 韓国）
  - ソニはご機嫌ななめ（ 韓国）
  - わたしたちに許された特別な時間の終わり（ 日本）
  - シュトルム・ウント・ドランクッ（ 日本）
  - 365日のシンプルライフ（ フィンランド）
  - ショートホープ（ 日本）
  - HARAJUKU CINEMA（ 日本）
- 22日
  - プロミスト・ランド（ アメリカ合衆国）
  - イントゥ・ザ・ストーム（ アメリカ合衆国）
  - バルフィ! 人生に唄えば（ インド）
- 23日
  - ローマの教室で 〜我らの佳き日々〜（ イタリア）
  - 喰女-クイメ-（ 日本）
  - グレート・ビューティー/追憶のローマ（ イタリア・ フランス）
  - 新劇場版 頭文字［イニシャル］D Legend 1 -覚醒-（ 日本）
  - GOSPEL（ 日本）
  - もういちど（ 日本）
  - 物置のピアノ（ 日本）
  - リヴァイアサン（ アメリカ合衆国・ フランス・ イギリス）
  - 魂のリアリズム 画家 野田弘志（ 日本）
  - 思春期ごっこ（ 日本）
  - 野良犬たち（ 韓国）
  - リルウの冒険（ 日本）
- 29日
  - LUCY/ルーシー（ フランス）
  - グレート デイズ! -夢に挑んだ父と子-（ フランス）
  - マルティニークからの祈り（ 韓国）
- 30日
  - 物語る私たち（ カナダ）
  - ルパン三世（ 日本）
  - リトル・フォレスト 夏・秋（ 日本）
  - NO（ チリ・ アメリカ合衆国）
  - TOKYO TRIBE（ 日本）
  - ケープタウン（ フランス）
  - クライマー パタゴニアの彼方へ（ ドイツ・ オーストラリア）
  - テロ，ライブ（ 韓国）
  - わたしは生きていける（ イギリス）
  - 水の声を聞く（ 日本）
  - マジックナイト（ 日本）
  - 人狼ゲーム ビーストサイド（ 日本）

### 9月
- 6日
  - アイ・フランケンシュタイン（ アメリカ合衆国）
  - ある優しき殺人者の記録（ 日本・ 韓国）
  - イヴ・サンローラン（ フランス）
  - イン・ザ・ヒーロー（ 日本）
  - 監視者たち（ 韓国）
  - ザ・ヘラクレス（ アメリカ合衆国）
  - ザ・マペッツ2/ワールド・ツアー（ アメリカ合衆国）
  - さまよう刃（ 韓国）
  - 郊遊〈ピクニック〉（ 台湾・ フランス）
  - チング 永遠の絆（ 韓国）
  - フライト・ゲーム（ アメリカ合衆国・ フランス）
  - フルスロットル（ アメリカ合衆国）
  - 鬼灯さん家のアネキ（ 日本）
- 13日
  - 悪魔は誰だ（ 韓国）
  - 海を感じる時（ 日本）
  - ガーディアンズ・オブ・ギャラクシー（ アメリカ合衆国）
  - 劇場版 カードファイト!! ヴァンガード 3つのゲーム（ 日本）
  - 銀座並木通り クラブアンダルシア（ 日本）
  - サスペクト 哀しき容疑者（ 韓国）
  - So Young〜過ぎ去りし青春に捧ぐ〜（ 中国）
  - Nas/タイム・イズ・イルマティック（ アメリカ合衆国）
  - ハニー・フラッパーズ（ 日本）
  - フランシス・ハ（ アメリカ合衆国）
  - 舞妓はレディ（ 日本）
  - リスボンに誘われて（ ドイツ・ スイス・ ポーランド）
  - るろうに剣心 伝説の最期編（ 日本）
- 14日
  - さまよう小指（ 日本）
- 19日
  - 猿の惑星: 新世紀（ライジング）（ アメリカ合衆国）
- 20日
  - ウィークエンドはパリで（ イギリス）
  - がじまる食堂の恋（ 日本）
  - カラアゲ★USA（ 日本）
  - 劇場版 稲川怪談 かたりべ（ 日本）
  - 劇場版 幼獣マメシバ 望郷篇（ 日本）
  - ゲッタウェイ スーパースネーク（ アメリカ合衆国）
  - 柘榴坂の仇討（ 日本）
  - トリハダ -劇場版2-（ 日本）
  - NY心霊捜査官（ アメリカ合衆国）
  - バツイチは恋のはじまり（ フランス）
  - ピーター・ブルックの世界一受けたいお稽古（ フランス・ イタリア）
  - フランキー&アリス（ カナダ）
  - ぼくらは動物探検隊〜富士サファリパークで大冒険（ 日本）
  - ぼんとリンちゃん（ 日本）
- 26日
  - 劇場版 零 ゼロ（ 日本）
- 27日
  - 愛の棘（ 韓国）
  - アキラNo.2（ 日本）
  - アバウト・タイム〜愛おしい時間について〜（ イギリス）
  - アルゲリッチ 私こそ、音楽！（ フランス・ スイス）
  - アルプス女学園（ 日本）
  - アンナプルナ南壁 7,400mの男たち（ スペイン）
  - 記憶探偵と鍵のかかった少女（ アメリカ合衆国）
  - 劇場版 gdgd妖精s（ぐだぐだフェアリーズ） っていう映画はどうかな…？（ 日本）
  - 幻肢（ 日本）
  - 荒野の千鳥足（ オーストラリア・ アメリカ合衆国）
  - ジェラシー（ フランス）
  - ジャージー・ボーイズ（ アメリカ合衆国）
  - 少女は異世界で戦った（ 日本）
  - 聖者たちの食卓（ ベルギー）
  - 世界一美しいボルドーの秘密（ オーストラリア・ 中国・ フランス・ イギリス・ 香港）
  - ハンガー・ゼット（ 日本）
  - ファーナス/訣別の朝（ アメリカ合衆国）
  - 風邪(ふうじゃ)（ 日本）
  - 不機嫌なママにメルシィ!（ フランス・ ベルギー）
  - マザー（ 日本）

### 10月
- 3日
  - 悪童日記（ ドイツ・ ハンガリー）
- 4日
  - レッド・ファミリー（ 韓国）
  - 蜩ノ記（ひぐらしのき）（ 日本）
  - 太陽の坐る場所（ 日本）
  - FRANK -フランク-（ イギリス・ アイルランド）
  - ミリオンダラー・アーム（ アメリカ合衆国）
  - レクイエム 最後の銃弾（ 中国・ 香港）
  - サル ウインドウ・ピリオド（ 日本）
  - アンダー・ザ・スキン 種の捕食（ イギリス・ アメリカ合衆国・ スイス）
  - 小川町セレナーデ（ 日本）
  - サミーとシェリー 七つの海の大冒険（ ベルギー）
  - LAST LOVE/愛人（ 日本）
  - カバディーン!!!!!!!〜嗚呼・花吹雪高校篇〜（ 日本）
- 10日
  - 荒野はつらいよ 〜アリゾナより愛をこめて〜（ アメリカ合衆国）
- 11日
  - ぶどうのなみだ（ 日本）
  - 近キョリ恋愛（ 日本）
  - 映画 ハピネスチャージプリキュア! 人形の国のバレリーナ（ 日本）
  - ふしぎな岬の物語（ 日本）
  - ニンフォマニアック Vol.1（ デンマーク・ ドイツ・ フランス・ ベルギー・ イギリス）
  - SCUM/スカム（ 日本）
  - シークレット・ミッション（ 韓国）
  - ファイアー・レスキュー（ 中国・ 香港）
  - ザ・テノール 真実の物語（ 日本・ 韓国）
  - ミンヨン 倍音の法則（ 日本）
  - 妻が恋した夏（ 日本）
  - カバディーン!!!!!!!〜激突・怒黒高校篇〜（ 日本）
  - イフ・アイ・ステイ 愛が還る場所（ アメリカ合衆国）
  - 放送禁止 劇場版 洗脳 〜邪悪なる鉄のイメージ〜（ 日本）
  - ハッピー・リトル・アイランド ―長寿で豊かなギリシャの島で―（ ギリシャ）
  - 沈黙のSHINGEKI/進撃（ アメリカ合衆国）
- 17日
  - 誰よりも狙われた男（ アメリカ合衆国・ イギリス・ ドイツ）
  - ゴッドタン キス我慢選手権 THE MOVIE2 サイキック・ラブ（ 日本）
- 18日
  - まほろ駅前狂騒曲（ 日本）
  - グレース・オブ・モナコ 公妃の切り札（ フランス・ アメリカ合衆国・ ベルギー・ イタリア）
  - WTF（ フランス）[3]
  - いつかの、玄関たちと、（ 日本）
  - ミニスキュル 〜森の小さな仲間たち〜（ フランス）
  - グッバイ・アンド・ハロー 〜父からの贈りもの〜（ アメリカ合衆国）
  - マルタのことづけ（ メキシコ）
  - メアリーと秘密の王国（ アメリカ合衆国）
  - 愛しのゴースト（ タイ）
  - 泣く男（ 韓国）
  - 惑星ミズサ（ 日本）
- 24日
  - ヘラクレス（ アメリカ合衆国）
- 25日
  - トム・アット・ザ・ファーム（ カナダ・ フランス）
  - SHIFT〜恋よりも強いミカタ〜（ フィリピン）
  - 小野寺の弟・小野寺の姉（ 日本）
  - カムバック!（ イギリス）
  - シャンティ デイズ 365日、幸せな呼吸（ 日本）
  - イコライザー（ アメリカ合衆国）
  - シャトーブリアンからの手紙（ フランス・ ドイツ）
  - やさしい人（ フランス）
  - イラク チグリスに浮かぶ平和（ 日本）
- 26日
  - チェンナイ・エクスプレス 〜愛と勇気のヒーロー参上〜（ インド）
- 31日
  - ベイブルース 〜25歳と364日〜（ 日本）
  - ドラキュラZERO（ アメリカ合衆国）
  - ソフテン!（ 日本）

### 11月
- 1日
  - 茜色クラリネット（ 日本）
  - 馬々と人間たち（ アイスランド）
  - エクスペンダブルズ3 ワールドミッション（ アメリカ合衆国）
  - ガンズ&ゴールド（ オーストラリア）
  - グレイトフルデッド（ 日本）
  - クローバー（ 日本）
  - 祝宴!シェフ（ 台湾）
  - 弾丸刑事(デカ) 怒りの奪還（ アメリカ合衆国）
  - 25 NIJYU-GO（ 日本）
  - ニンフォマニアック Vol.2（ デンマーク・ ドイツ・ フランス・ ベルギー・ イギリス）
  - 光の音色-THE BACK HORN Film-（ 日本）
  - 美女と野獣（ フランス・ ドイツ）
  - マダム・マロリーと魔法のスパイス（ インド・ アラブ首長国連邦・ アメリカ合衆国）
  - ヲ乃ガワ-WONOGAWA-（ 日本）
- 7日
  - サボタージュ（ アメリカ合衆国）
- 8日
  - 怖すぎる話 劇場版（ 日本）
  - 最後の命（ 日本）
  - ザ・ゲスト（ アメリカ合衆国）
  - 殺人の疑惑（ 韓国）
  - 至高のエトワール 〜パリ・オペラ座に生きて〜（ フランス）
  - ドラゴン・フォー 秘密の特殊捜査官/隠密（ 中国）
  - ドラゴン・フォー2 秘密の特殊捜査官/陰謀（ 香港・ 中国）
  - トワイライト ささらさや（ 日本）
  - 花宵道中（ 日本）
  - 100歳の華麗なる冒険（ スウェーデン）
  - 福福荘の福ちゃん（ 日本）
  - 夜だから Night, Because（ 日本）
  - 0.5ミリ（ 日本）
  - 嗤う分身（ イギリス）
- 14日
  - デビルズ・ノット（ アメリカ合衆国）
  - 6才のボクが、大人になるまで。（ アメリカ合衆国）
- 15日
  - 神さまの言うとおり（ 日本）
  - 紙の月（ 日本）
  - 金日成のパレード 東欧の見た“赤い王朝”（ ポーランド）
  - ショート・ターム（ アメリカ合衆国）
  - TATSUMI マンガに革命を起こした男（ シンガポール）
  - 谷川さん、詩をひとつ 作ってください。（ 日本）
  - 天才スピヴェット（ フランス・ カナダ）
  - 俳優は俳優だ（ 韓国）
  - パワー・ゲーム（ アメリカ合衆国）
  - Peeping Life - WE ARE THE HERO -（ 日本）
  - ポイントブランク ～標的にされた男～（朝鮮語版）（ 韓国）
  - 楽園追放 -Expelled from Paradise-（ 日本）
- 21日
  - 西遊記〜はじまりのはじまり〜（ 中国）
  - ランナーランナー（ アメリカ合衆国）
- 22日
  - インターステラー（ アメリカ合衆国）
  - オオカミは嘘をつく（ イスラエル）
  - 想いのこし（ 日本）
  - 劇場版「進撃の巨人」前編〜紅蓮の弓矢〜（ 日本）
  - 刺さった男（ スペイン）
  - ザ・レイド GOKUDO（ インドネシア）
  - 三里塚に生きる（ 日本）
  - スガラムルディの魔女（ スペイン）
  - 救いたい（ 日本）
  - 滝を見にいく（ 日本）
  - ダムネーション（ アメリカ合衆国）
  - 情愛中毒（ 韓国）
  - 日々ロック（ 日本）
  - 白夜のタンゴ（ ドイツ・ フィンランド・ アルゼンチン）
  - ブラック・ハッカー（ スペイン・ アメリカ合衆国）
  - MIRACLE デビクロくんの恋と魔法（ 日本）
  - 欲動（ 日本）
  - ラスト・デイズ・オン・マーズ（ イギリス・ アイルランド）
- 28日
  - フューリー（ アメリカ合衆国・ イギリス）
- 29日
  - 愛の果実（ 日本）
  - カミングアウト（ 日本）
  - 寄生獣（ 日本）
  - くるみ割り人形（ 日本）
  - クロッシング・ウォー 決断の瞬間(とき)（ ドイツ）
  - ストックホルムでワルツを（ スウェーデン）
  - ゆるゆり なちゅやちゅみ!（ 日本）

### 12月
- 5日
  - チェイス!（ インド）
- 6日
  - メビウス（ 韓国）
  - 宇宙戦艦ヤマト2199 星巡る方舟（ 日本）
  - ニューヨークの巴里夫（パリジャン）（ フランス・ アメリカ合衆国・ ベルギー）
  - THE LAST -NARUTO THE MOVIE-（ 日本）
  - パーソナル・ソング（ アメリカ合衆国）
  - ミタケオヤシン（ 日本）
  - 超能力研究部の3人（ 日本）
  - 禁忌（ 日本）
  - サベージ・キラー（ アメリカ合衆国）
  - 加藤くんからのメッセージ（ 日本）
  - 農家の嫁 あなたに逢いたくて（ 日本）
  - ハネムーン（ アメリカ合衆国）
  - 横たわる彼女（ 日本）
- 12日
  - ゴーン・ガール（ アメリカ合衆国）
- 13日
  - ホビット 決戦のゆくえ（ アメリカ合衆国・ ニュージーランド）
  - そして泥船はゆく（ 日本）
  - 幸せのありか（ ポーランド）
  - アオハライド（ 日本）
  - 劇場版アイカツ!（ 日本）
  - おやすみなさいを言いたくて（ ノルウェー・ アイルランド・ スウェーデン）
  - 自由が丘で（ 韓国）
  - イロイロ ぬくもりの記憶（ シンガポール）
  - あと1センチの恋（ ドイツ・ イギリス）
  - ゆめはるか（ 日本）
  - ふたつの祖国、ひとつの愛 イ・ジュンソプの妻（ 日本）
  - 神は死んだのか（ アメリカ合衆国）
  - 仮面ライダー×仮面ライダー ドライブ＆鎧武 MOVIE大戦フルスロットル（ 日本）
  - 天国は、ほんとうにある（ アメリカ合衆国）
- 20日
  - バンクーバーの朝日（ 日本）
  - 映画 妖怪ウォッチ 誕生の秘密だニャン!（ 日本）
  - ベイマックス（ アメリカ合衆国）
  - 毛皮のヴィーナス（ フランス）
  - みんなのアムステルダム国立美術館へ（ オランダ）
  - 天空からの招待状（ 台湾）
  - 百円の恋（ 日本）
  - 暮れ逢い（ フランス・ ベルギー）
  - エレナの惑い（ ロシア）
  - ヴェラの祈り（ ロシア）
  - マップ・トゥ・ザ・スターズ（ カナダ・ アメリカ合衆国・ ドイツ・ フランス）
  - ガガーリン 世界を変えた108分（ ロシア）
  - バッド・マイロ!（ アメリカ合衆国）
  - DEATH FOREST 恐怖の森（ 日本）
- 22日
  - さよなら東京（ 日本）
- 26日
  - 王の涙 イ・サンの決断（ 韓国）
  - サンバ（ フランス）
- 27日
  - 海月姫（ 日本）
  - 真夜中の五分前（ 日本・ 中国）